# Chrysodeixis oonana
Chrysodeixis oonana är en fjärilsart som beskrevs av Embrik Strand 1917. Chrysodeixis oonana ingår i släktet Chrysodeixis och familjen nattflyn. Inga underarter finns listade i Catalogue of Life.